# 87
87 ou 87 d.C. foi um ano comum da Era de Cristo, no século I que teve início e fim numa segunda-feira, de acordo com o Calendário Juliano. a sua letra dominical foi G. Segundo o horóscopo chinês, foi o ano do Porco.
| Ano completo                         |
| ------------------------------------ |
| Ano comum com início à segunda-feira |